# Dallara F192
O  F192 é um modelo da Dallara na temporada de 1992 da F1. Condutores: J.J. Lheto e Pierluigi Martini.

## Resultados[1]
(legenda)
| Ano  | Chassi | Motor           | Pneus | Nº | Pilotos           | 1   | 2   | 3   | 4   | 5   | 6   | 7   | 8   | 9   | 10  | 11  | 12  | 13  | 14  | 15  | 16  | Pontos | Posição |  |
| ---- | ------ | --------------- | ----- | -- | ----------------- | --- | --- | --- | --- | --- | --- | --- | --- | --- | --- | --- | --- | --- | --- | --- | --- | ------ | ------- |  |
|      |        |                 |       |    |                   |     |     |     |     |     |     |     |     |     |     |     |     |     |     |     |     |        |         |  |
|      |        |                 |       |    |                   | RSA | MEX | BRA | ESP | SMR | MON | CAN | FRA | GBR | GER | HUN | BEL | ITA | POR | JPN | AUS |        |         |  |
| 1992 | 192    | Ferrari 037 V12 | G     | 21 | J.J. Lheto        | Ret | 8   | 8   | Ret | 11  | 9   | 9   | 9   | 13  | 10  | NQ  | 7   | 11  | Ret | 9   | Ret | 2      | 10º     |  |
| 1992 | 192    | Ferrari 037 V12 | G     | 22 | Pierluigi Martini | Ret | Ret | Ret | 6   | 6   | Ret | 8   | 10  | 15  | 11  | Ret | Ret | 8   | Ret | 10  | Ret | 2      | 10º     |  |